# Maksim Nehoda
Maksim Jur"evič Nehoda (in bielorusso Максім Юр'евіч Негода?; 7 luglio 1998) è un lottatore bielorusso, specializzato nella lotta greco-romana. 
Ha vinto la medaglia d'oro nei 63 kg ai campionati europei di Roma 2020, sconfiggendo in finale il russo Ibragim Labazanov.

## Palmarès
- Europei

Roma 2020: oro nei 63 kg.